# 公会堂

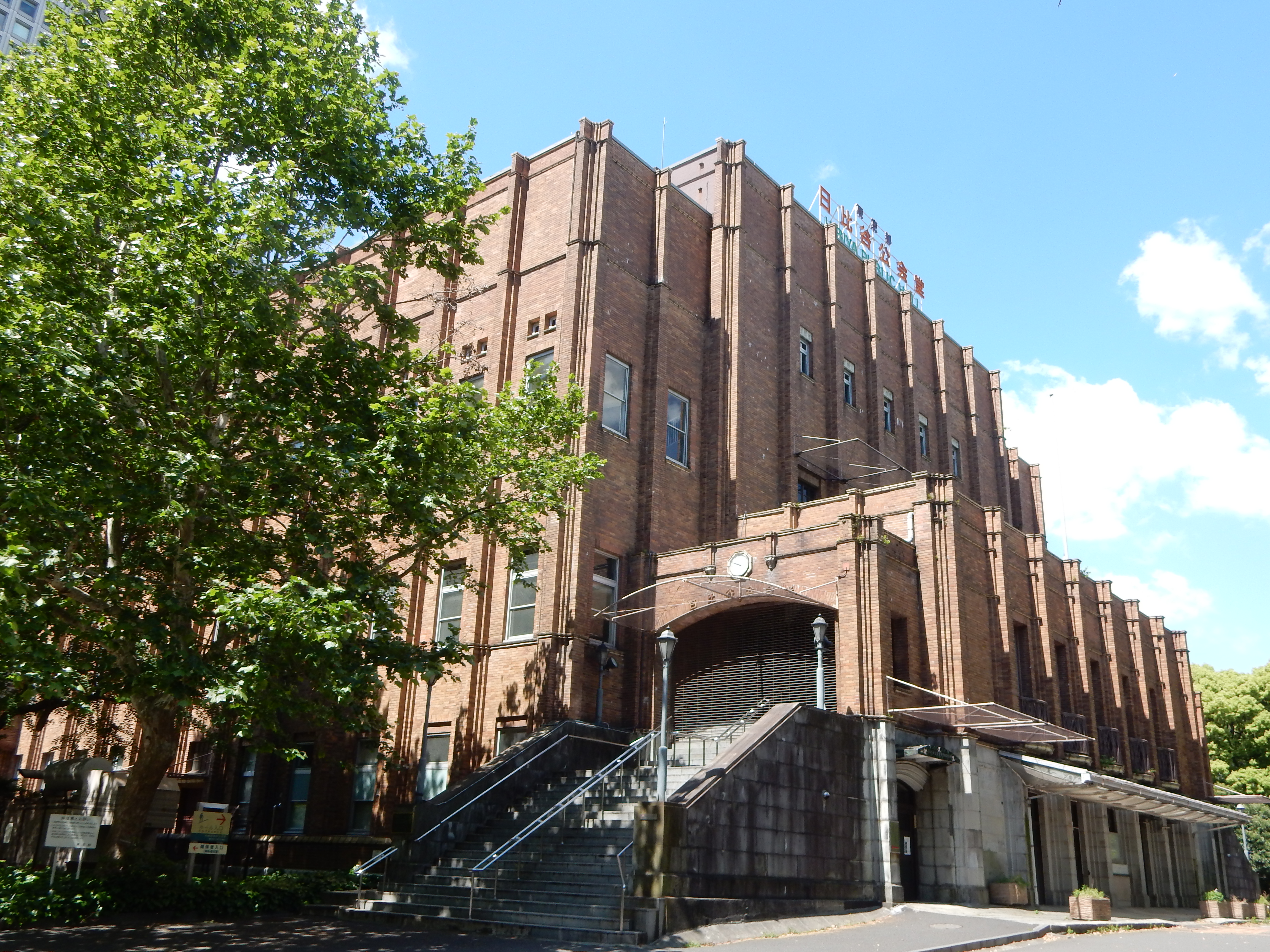
日比谷公会堂

公会堂（こうかいどう）とは都市に設置される施設。

## 概要
公衆が公益的な集会を行うに適した施設のことを言う。
日本では大正デモクラシーの時期に演説会、講演会、雄弁会などを天気にかかわらずに開催できて営利目的ではない施設を求められるようになる。これに応える形で公会堂は各地に設けられてきた。設置者は主に地方自治体であるが、地方自治組織で設けられたものも多かった。
西洋文化の発展に倣って建てられてきた。日本初の公会堂は1918年に竣工した大阪市中央公会堂。その後にも全国各地で公会堂が建てられていく。公会堂の目的はあくまでも講演や式典を行う場であった。だが戦後になってからは芸術公演も公会堂で行うようになった。